# Episymploce sarasinorum
Episymploce sarasinorum es una especie de cucaracha del género Episymploce, familia Ectobiidae.

## Distribución
Esta especie se encuentra en Indonesia.